# Inga leptocarpa
Inga leptocarpa är en ärtväxtart som beskrevs av Terence Dale Pennington. Inga leptocarpa ingår i släktet Inga och familjen ärtväxter. Inga underarter finns listade i Catalogue of Life.